# Albert Wild

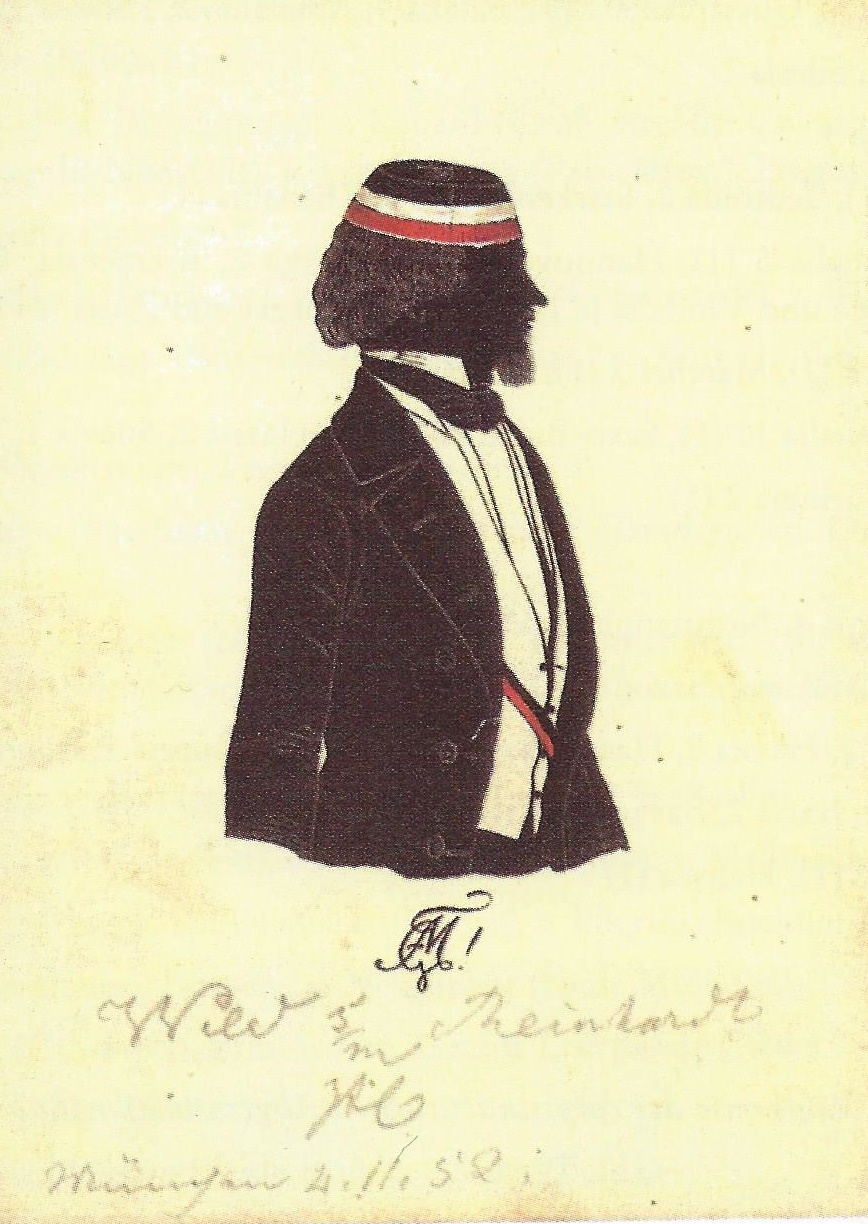
Albert Wild (1858)

Albert Wild (* 26. März 1830 in Weiden in der Oberpfalz; † 1896 in Cincinnati) war ein deutscher Staatswissenschaftler, Bankier und Publizist im Königreich Bayern. Er war Mitglied des Zollparlaments.

## Leben
Wild studierte Kameralwissenschaft und Mathematik an der Ludwig-Maximilians-Universität München. 1852 wurde er im Corps Makaria München aktiv. Noch als Renonce wurde er 1853 zur Bayerischen Armee eingezogen. Zum Dr. cam. promoviert, ging er 1860 zu volkswirtschaftlichen Studien für längere Zeit nach Holland. Er schrieb Bücher über die Niederlande, politische Rechnungswissenschaft, Wahrscheinlichkeitsrechnung, Getreidepreise und das Lotteriewesen. Viele Publikationen erschienen in Zeitschriften und Zeitungen.
Mit den Wahlen von 1868 kam er für den Wahlkreis Oberpfalz 5 (Neustadt a. d. Waldnaab, Vohenstrauß, Tirschenreuth) ins Zollparlament. Er gehörte zur Konservativen Fraktion.
Als Privatier, Fabrikbesitzer  und Bankier wohnte er links vom Karlstor (München). Ein Seitensprung brachte ihm gesellschaftliche Ächtung und Scheidung ein. Ab 1890 mit unbekanntem Aufenthalt im Ausland, galt er als verschollen. Sein Corps erfuhr erst 1903 von seinem Tod. Er hatte Katholische Theologie studiert und mit Dispens von Papst Leo XIII. die Priesterweihe empfangen. Als Priester missionierte er für die Dänische Mission in Afrika und Amerika.